# Edda Művek 5.
Az Edda Művek 5. az Edda Művek ötödik albuma, második koncertlemezük, az új Edda-felállással készült első kiadvány. A felvételek 1985. június 7-én készültek a Budapest Sportcsarnokban. Kizárólag új dalok hallhatóak rajtuk, köztük a máig közkedvelt "Kör" és "Ünnep". 1999-ben megjelent CD-formátumban is, ekkor digitálisan remasterelték az anyagot.
A korábbi Edda-dalokhoz képest az ezen a lemezen hallhatóak jóval könnyedebbek, slágeresebbek, amelynek részben az volt az oka, hogy a felállás még nem véglegesedett, és két billentyűsre lettek hangszerelve a számok.

## Áttekintés
A régi Edda feloszlása után Pataky Attila újjászervezte a zenekart, új zenészekkel. A felállás azonban 1984 és 1986 között többször változott. Pataky egy évre Norvégiába ment, csakúgy, mint akkoriban sok más zenekar, a helyi szórakozóhelyeken bérért zenélni. Ekkortájt keletkeztek az új számok. Mikor 1985-ben hazajött, az Edda Művek felállása még mindig nem volt teljes, népszerűségük viszont újra megnőtt. 
Az albumon vadonatúj számok hallhatóak, mégis koncertlemez. Ennek az az oka, hogy a stúdiókapacitás akkoriban elégtelen volt az országban, így rendes nagylemez helyett jobban megérte így rögzíteni azt. A hanganyag vágásával kapcsolatban merültek fel kritikák, ugyanis általában csak minden átmenet nélkül, egymás után vágva hallhatóak a dalok és a felkonferálások. Az "Ünnep" a második nekifutásra lett csak felvéve, ugyanis elsőre Pataky elrontotta a szöveget, ezért a koncerten is újra eljátszották. 
Nem sokkal az album megjelenése után újabb gitárossal, Csillag Endrével bővült a csapat, majd sor került a felállás véglegesítésére: Mirkovics Gábor előlépett teljes jogú taggá, a két billentyűs közül Gömöry Zsoltra, a gitárosok közül Csillag Endrére esett a választás.
Gellért Tibor később éveken át hangmérnökként tevékenykedett az Edda-koncerteken. Egy időben A kör alatt a keverőpult mellett gitározott.
Érdekesség, hogy 1985. június 11-én a zenekar Dunapatajon lépett volna fel, azonban jött a hír, hogy a frissen rögzített koncert felvételén nem jó a közönségzaj. Ezért villámgyorsan lekötöttek egy miskolci bulit, ahol "megénekeltették" a közönséget, így a lemezen ennek a miskolci koncertnek a közönsége (is) hallható.
Két dal, a "Kör" és az "Ünnep" stúdiófelvételt is kapott, ezeket a Magyar Rádió "Poptarisznya" című műsorában játszották, míg a lemezfelvétel el nem készült. Ezek közül a "Kör" jelentős mértékben eltér a végleges változattól: kissé lassabb tempójú, teljesen hiányzik belőle a jellegzetes, erőteljes gitár-riff és a harmadik versszak, helyette a billentyűs hangszerek lettek sokkal hangsúlyosabbak. Pataky 2015-ben úgy indokolta a változtatást, hogy az első verzió "ragadós" volt, ezért át kellett alakítaniuk.
Az LP és a CD-kiadvány borítója minimális mértékben különbözik: utóbbin a "Koncert 1985" felirat jóval nagyobb méretű, és lemaradt róla a "Magyarország – Hungary" felirat. A kazettakiadás borítója puritán, inverz színű (sárga alapon fekete), és az "Edda Művek /5. koncert 1985" felirat olvasható rajta a logó mellett.

## Számok listája
| # | LP # | Cím                            | Szerző                         | Hossz |
| - | ---- | ------------------------------ | ------------------------------ | ----- |
| 1 | A1   | Az enyém is volt               | Fortuna László – Pataky Attila | 5:15  |
| 2 | A2   | Emlékezni (egy régi jóbarátra) | Pataky Attila                  | 5:13  |
| 3 | A3   | Így akarom                     | Pataky Attila                  | 5:44  |
| 4 | A4   | Barát                          | Fortuna László – Pataky Attila | 5:31  |
| 5 | B1   | Barbárok                       | Fortuna László – Pataky Attila | 5:37  |
| 6 | B2   | A kör                          | Pataky Attila                  | 4:34  |
| 7 | B3   | Gyönyörű lányok                | Fortuna László – Pataky Attila | 3:18  |
| 8 | B4   | Ünnep                          | Fortuna László – Pataky Attila | 5:38  |

### Koncert
A koncerten természetesen jóval több számot lejátszottak, mint ami a lemezen is hallható. A lemeztől teljesen eltérő sorrendben is hallhatóak számok. A következő dalokat játszották, ebben a sorrendben:
1. Minden sarkon álltam már
2. Egek felé kiáltottam
3. A hűtlen
4. Enyém is volt
5. Emlékezni (egy régi jóbarátra)
6. Így akarom
7. Gyönyörű lányok
8. Érzés
9. Rossz állapot
10. A keselyű
11. A barát
12. A kör
13. Elhagyom a várost (km. Bodonyi Attila szájharmonikán)
14. Barbárok
15. Ünnep
16. Óh, azok az éjszakák
17. Ünnep (reprise)
18. Enyém is volt (reprise)
19. Kölyköd voltam

## Az együttes felállása
- Fortuna László – dob
- Pataky Attila – ének

Kiegészítő zenészek:
- Béres Ferenc – billentyűs hangszerek
- Gellért Tibor – szólógitár
- Gömöry Zsolt – billentyűs hangszerek (tévesen Gömöri Zsoltként feltüntetve a borítón)
- Mirkovics Gábor – basszusgitár (tévesen Milkovics Gáborkén szerepeltetve a borítón)

Közreműködött:
- Tátrai Tibor – szólógitár

### További közreműködők
- Pataky Attila, Fortuna László, Gellért Tibor (zenei rendezők)
- Kóbor János (hangmérnök)
- Csikós Mihály (albumborító)
- Hegedűs György (fényképek)
- Felvinczy Attila (koncertmenedzser)